# マジソード
マジソード（Magiswords）は『マイティ・マジソード』（Mighty Magiswords）に登場する様々な能力を持った剣の総称。
主人公であるプロハイアスとバンブルの2人が主に使用する。
マジソードを使用する際は基本的に「～マジソード！」というマジソード名称のナレーションとともに使用者がマジソードを振るバンクシーンが流れる。
様々なタイプがあり、剣自体に意思があり自立行動するタイプ、剣からエネルギーを放出するタイプ、剣から物質を放出するタイプ、剣自体が機能するタイプなどがある。
マジソードから出した食べ物は味がするものの栄養などはない。

## マジソード一覧
アコーディオンマジソード（Accordion Magisword）
アコーディオン型のマジソード。プロハイアスが使用して歌うことが多く、エンディングでも演奏している。
穴だらけマジソード（Bunch of Little Holes Magisword）
たくさんの穴があるヘラのような形のマジソード。物を通すことで穴の大きさに細分化することが出来る。
穴掘りマジソード（Excavator Magisword）
ショベルカーのショベル型をしたマジソード。穴掘りに使用する。
雨雲マジソード（Raincloud Magisword）
雷雲を召喚し雷雨を降らせるマジソード。発生した雨雲には乗ることもできる。
網かごマジソード（Wickersnapper Magisword ）
木製の網かごを生成するマジソード。大きさ、形状等はある程度自由にできる。
イケメンボイスマジソード（Attractive Voice Magisword）
気取った台詞と声で相手を魅了するマジソード。意思があり台詞は勝手に喋っている。冷めた反応をされることが多い。
一本眉毛マジソード（Monobrow Magisword）
太い眉毛を飛ばし相手につけるマジソード。
居眠りドラゴンマジソード（Sleeping Dragon Magisword）
エネルギーを当てた相手を眠らせるマジソード。相手を簡単に無力化できるため使用頻度は高いが、怒りに燃えるホッパスには通用しなかった。
威張りんぼ道化師マジソード（Taunting Jester Magisword）
相手に命令して操る生物系マジソード。扱いが難しく初登場時はジェストー、バンブル、プロハイアスを操って強制的に面白いことをさせていた。
エクスカリバーガーマジソード（Excaliburger Magisword）
プロペラの付いたハンバーガーを射出するマジソード。ハンバーガーはプロペラ部以外は食べることが出来る。
プロハイアス所有のマジソードらしくバンブルが勝手に使った際に怒っていた。
鉛筆マジソード（Pencil Magisword）
書いたものを実体化するマジソード、通常の鉛筆としても使用できる。
オウムはさみマジソード（Parrot Scrissors Magisword）
オウムのように聞いた言葉を復唱するマジソード。
大岩マジソード（Boulder Magisword）
巨大な岩を射出するマジソード。
カイトマジソード（Kite Magisword）
エネルギーを当てた相手に凧を取り付けるマジソード。オムニバスに付けた際は宇宙まで飛んでいた。
カエルミサイルマジソード（Frog Missle Magisword）
カエル型ミサイルを射出するマジソード。当たった個所に爆発とカエルを発生させる。
ナントカの洞窟の宝として登場しているが、入手した後すぐ替えを出していたので数多く存在する模様。
かき混ぜスプーンマジソード（Stirring Spoon Magisword）
回転するスプーン型のマジソード。物をかき混ぜるのに使用する。
かわいい子犬マジソード（Cuddle Puppy Magisword）
子犬を作り出すマジソード。子犬は残り続けるようでラルフィオが紹介として大量に作り出した際はウォブルズにペットショップに売ってこいと言っていた。
環状交差点マジソード（Roundabout Magisword）
狙ったものをランダムな方向に逸らすエネルギーを発射するマジソード、剣先が柄の方向にカーブしているため通常の剣とは逆向きにもって使用する。
木の板マジソード（Walk the Plank Magisword）
木の板を発生させるマジソード。足場などに使用する。
キラキラマジソード（Bling Bling Magisword）
キラキラした宝石を射出する派手な装飾のマジソード。高価なようでお金が無くなった際に無駄遣いしたものとして登場している他、アプリのマジモバイルでも高額で販売されていた。
キリンちゃんマジソード（Grabby Giraffe Magisword）
先端がキリンの頭になっている伸縮するマジックハンド型のマジソード。先端に物を咥えさせる（挟む）ことが出来るので遠くで物を取ったり置いたりできる。
筋肉ムキムキマジソード（Muscly Arm Magisword）
エネルギーを当てた個所の筋肉を増強するマジソード。オープニングでフィルを捕まえた報酬でプリンセス・ザンジから貰っている描写がある。
エンディング（CARTOON NETWORK STUDIOSの箇所）でも使用している。
金髪マジソード（Golden Curls Magisword）
エネルギーを当てた相手を金髪のカールヘアにするマジソード。
口真似フランケンマジソード（Dummystein Magisword）
声を盗むことで自立行動するマジソード。自立行動中はひたすらにジョークを話す。
クモの巣マジソード（Spider Web Magisword ）
クモの巣を射出して相手を絡め取るマジソード。クモも一緒に出すことが出来る。オクトペッドタワーの頂上に置かれており巨大な雌クモ（テリー）に守られていた。
クローマジソード（Claw Magisword）
キング・レックストファーが使用する恐竜の手型マジソード。自身の手が短いためリーチを補うような使い方をしている。
小麦粉パワーマジソード（Flour Power Magisword）
小麦粉を発生させるマジソード。花も出すことが出来る（この際はフラワーパワーマジソードと呼ばれる）が、これはflour（小麦粉）とflower （花）をかけたジョークである。
サボテンマジソード（Cactus Magisword）
サボテン玉を射出するマジソード。
サメ型マジソード（Sharkblade Magisword）
サメの形をしたマジソード。相手にかじりつくだけでなく、水中で移動する際にも使用できる。ドルフィンマジソードと似ているが意思のあるような描写は見られない。
下着のパンツマジソード（Underpants Magisword）
下着のパンツを射出するマジソード。
ジャイアントエッグマジソード（Giant Egg Magisword）
巨大な卵を射出するマジソード。
ジャックハンマーマジソード（Jackhammer Magisword）
ジャックハンマーと同じく岩を砕くのに使用するマジソード。
シャボン玉炸裂マジソード（Exploding Bubble Magisword
破裂する際に爆発を伴うシャボン玉を射出するマジソード。
初心者用盾マジソード（Beginner Shield Magisword）
盾として使用するマジソード。防御力は低く一撃受けただけで粉々になっていた。
スイス・ネービー・マジソード（Swish Navy Magisword）
100通りの使い方ができる（ラルフィオ談）マジソード。十徳ナイフのようにマジソードから色々なものが出てくる。
劇中では鋸、トロンボーン、豆電球、電動丸鋸、触手、鉤爪、ボクシンググローブ、カッコウ時計、キャッチャーミット、プロペラ、肉叩き棒、歯ブラシ、子猫が登場している。
スーパーシューティングスターマジソード（Super Shooting Star Magisword）
様々な色、大きさの星を射出するマジソード。星はかなり鋭利になっており、手裏剣のような使い方が出来る。デザインが格好良いとプロハイアス、バンブル双方に評判であった。
スタンプマジソード（Rubber Stamp Magisword）
任意のデザインのスタンプを押すマジソード。
スノーボールマジソード（Snowball Magisword）
雪玉を射出するマジソード。
ズボンマジソード（Trouser Magisword）
ズボンを射出するマジソード。ラルフィオが紹介しただけでズボン嫌いのバンブルが怒っていた。
セロリマジソード（Celery Magisword）
セロリを射出するマジソード。巨大なセロリを出してカヌーのようにすることもできる。
そろばんマジソード（Abacus Magisword）
そろばんとして使用するマジソード。
ゾンビパンプキンマジソード（Zombie Pumpkin Magisword）
カボチャ型の生物系マジソードで愛称はゾンピー（ZP）。植物や幽霊系に効果が高い種を射出し攻撃する。カボチャを食べることでそのカボチャの特性を持った形態に変化できる。
人間の言葉で話すことが出来るがおどおどとした話し方をしており意思が伝わらないこともある。
トランシルベリアに行った際にバンブルたちと出会った場所であることが言及されており、ミニエピソード(日本未放送)では実際に描写されている。
大地グラグラマジソード（Ground Pound Magisword）
地面にたたきつけて地震、地割れなどを発生させるマジソード。
ダイビングスーツマジソード（Diving Suit Magisword）
対象に潜水服を着せるマジソード。潜水服はキャラクターの格好に似た個別の形状になる。
タマネギマジソード（Onion Magisword）
対象にタマネギのにおいと味を付与するマジソード。スライスタマネギを射出することも出来る。
ダンボール製レプリカマジソード（Cardboard Replica Magisword）
任意の物のダンボール製レプリカを発生させるマジソード。簡素な作りであるため判別は容易に見えるが上手く騙せることが多い。
チーズマジソード（Cheese Magisword）
任意の形状のチーズを生成するマジソード。初使用時はブレーキをかける坂を作るために使用している。
チェーンソーマジソード（Chainsaw Magisword）
チェーンソーとして使用するマジソード。
チンゲン菜マジソード（Bok Choy Magisword）
チンゲン菜を射出するマジソード。
追跡装置マジソード（Homing Device Magisword）
虫型の発信器を付けた対象を探知するマジソード。対象との距離によって刀身のゲージが変化し、離れすぎると探知できなくなる。
対となる発信器は1つのみで探知中近くにある場合は発光する。
爪切りマジソード（Nail Clipper Magisword）
爪切りとして使用するマジソード。入手しやすい安価なマジソードでありゴミ捨て場に捨てられていたりもする。
アプリのマジモバイルでも最も安価なマジソードとして販売されていた。
デカブーツマジソード（Big Bad Boot Magisword）
巨大な靴を射出するマジソード。靴の形をしておりそのまま突いて蹴りのようにも使用できる。
でっかい穴開けマジソード（One Big Hole Magisword）
巨大な穴を作り出すマジソード、地面に作った場合はかなり深い穴になる。
電気ウナギマジソード（Electric Eel Magisword）
噛みついた場所に電気を流すことで攻撃するマジソード。ある程度伸び縮み出来るため、噛みついた後縮むことで移動にも使用できる。
電気シェーバーマジソード（Electric Razor Magisword）
電気シェーバーとして使用するマジソード。主にプロハイアスが髭剃りに使用している。ホッパスの野菜マジソード攻撃を避けるのに使用された際は詰まりそうになっていた。
電気ヒーターマジソード（Radiator Magisword）
電気ヒーター型のマジソード。持ち手の部分まで熱くなるため長時間持つことができない。
電子レンジマジソード（Microwave Magisword）
エネルギーを当てた相手を電子レンジにかけた状態にするマジソード。調理に使用される。
トマトマジソード（Tomato Magisword）
トマトを射出するマジソード。能力はシンプルなものだがバンブルが幼少期に母親から貰って手に入れた初めてのマジソードであるため思い入れが強い。
鳥の声マジソード（Birdcall Magisword）
鳴き声で鳥を呼び寄せて操るマジソード。
ドルフィンマジソード（Dolphin Magisword）
イルカ型の生物系マジソード。プロハイアスが幼少期に母親から貰って初めて手に入れたマジソード。
声はイルカのボイスエフェクトであるがプロハイアスとの意思疎通はできており相思相愛の仲である。
マジモバイルのビデオブログで幼少期は水しぶきを出す程度であったが特訓により強力な水流を発射する必殺技ドルフィンウォーターを習得したことが言及されている。
水中で移動する際にも使用できる。日本未放送のミニエピソードでフィルが盗んだため仲が悪く、『ヒツジの森のお宝』で自身の入ったマジ袋を盗んだフィルを激しく攻撃している。
泥マジソード（Dirt Magisword）
泥を射出するマジソード。刀身についているミミズも自在に操作でき、ロープの様に扱うことが出来る。
なくした靴下マジソード（Missing Sock Magisword）
なくした靴下を集めるマジソード。靴下を任意の方向に射出することも出来る。
肉食植物マジソード（Carnivorous Plant Magisword）
ラルフィオから5ジェムで購入した種（マジシード）から成長したマジソード。意志があり目についた相手を何でも食べようとする。蔦を伸ばしてロープの様に使用することも出来る。
乳製品マジソード（Dairy Product Magisword）
牛乳やアイス、バターなどの乳製品を射出するマジソード。
にょろにょろスネークマジソード（Bag of Snakes Magisword）
相手に絡みつく蛇を射出するマジソード。
ニンジャマジソード（Ninjapperance Magisword）
灰色のニンジャ衣装に変身するマジソード。変身中はナレーションがヒソヒソ声になる。
ニンジンマジソード（Carrot Magisword）
ニンジン型のマジソードでホッパスが愛用している。
他の野菜系のマジソードと異なりニンジンを射出するだけでなく切れ味鋭い剣や相手をすくい上げるヘラ（スパチュラモード）としても使用している。
ネズミ捕りマジソード（Mousetrap Magisword）
ネズミ捕りを射出するマジソード。
配管掃除マジソード（Plunger Magisword）
ラバーカップ型のマジソード。実際のラバーカップと同じように使用するほか、鼻をつまむ代わりに顔につけて使用したこともある。
ハエ叩きマジソード（Flyswatter Magisword）
ハエ叩き型のマジソード、物を叩き落とす際に使用する。
バスケットボールマジソード（Basketball Magisword）
バスケットボールを射出するマジソード。ライボフレイベンでは競技としてのバスケットボールが存在していなかったがグラップが考案した。
パタパタ警棒マジソード（Squeaky Nightstick Magisword）
ビニール風船のような剣部分でパタパタ叩くマジソード。威力はほとんどない。
ハチの巣マジソード（Beehive Magisword）
ハチとハチミツのついたハチの巣を射出するマジソード。ナントカの洞窟の宝として置かれていた。ネディが洞窟を攻略し使用していたが紆余曲折ありバンブルたちの所有となった。
パチパチマジソード（Clapping Magisword）
パチパチハンドの形状をしたマジソード。エネルギーを当てた相手を強制的に拍手させることが出来る他、そのままパチパチハンドのように使用することもできる。
パチンコマジソード（Slingshot Magisword）
パチンコ型のマジソード。通常のパチンコと同じように使用する。
花火マジソード（Fireworks Magisword）
花火を射出するマジソード。
パフュームマジソード（Perfume Magisword）
粉状の香水を放出するマジソード。顔がマヒしたキング・レックストファーにくしゃみをさせるために使用した。
パンケーキマジソード（Pancake Magisword）
パンケーキを射出するマジソード。大きさ、形状はある程度任意にできる。
パンフルートマジソード（Pan Flute Magisword）
パンフルートとして使用するマジソード。プロハイアスはアコーディオンマジソードがあるのでいらないと言っていた。
ピザマジソード（Pizza Magisword）
ピザを射出するマジソード。
ビッグハンドマジソード（Foam Finger Magisword）
巨大な手の形をしたボードを作り出すマジソード。出したボードは盾として使用することもできる。
ブーメランマジソード（Boomerang Magisword）
刃がブーメランとなっているマジソード、投擲後戻ってくるが刺さったりして戻ってこない場合は自分で回収に行く必要がある。
付箋紙マジソード（Sticky Note Magisword）
付箋紙を射出し相手に張り付けるマジソード。
フックマジソード（Hook Magisword）
フック状のマジソード。ある程度伸び縮み可能で物に引っ掛けて使用する。
ぶっ飛びロケットマジソード（Rad Rocket Magisword）
ロケット型をしており高速移動、それに伴う突撃攻撃などを行うマジソード。
制御が難しく狙ったところに行かない場合も多く、オープニングでもグラップがあらぬ方向に飛んでいる。
ブヒブヒマジソード（Oinkus Oinkus Magisword）
豚の鳴き声で威嚇するマジソード。意志があるようでスマッシュルームに反撃された際に怯えて隠れていた。
フラッシュライトマジソード（Flashlight Magisword）
ライトとして使用するマジソード。ミニエピソードでドラゴンの洞窟に行った際に購入前で持っていないことが言及されていたが後のエピソードでは購入したらしく所持していた。
ブルーボムマジソード（Little Blue Bomb Magisword）
爆弾を射出するマジソード。
ヘアスタイルマジソード（Auto Style Magisword）
ヘアスタイリストのロボット型マジソード。対象を任意のヘアスタイルにすることが出来、プリンセス・ザンジが自身の髪形をセットするのに使用している。
喋るが意思は無いようでフィルに盗まれた際もプリンセス・ザンジの元にいるかのように振舞っていた
ヘアドライヤーマジソード（Blow Dryer Magisword）
ドライヤーとして使用するだけでなく強力な風を出して相手を吹き飛ばすこともできるマジソード。
ベーコンマジソード（Bacon Magisword）
ベーコンを射出するマジソード、かなり高価なようで実際に購入する前の話でプロハイアスが欲しいがすごく高いと言っていた。
ペーパーバッグマジソード（Paper Bag Magisword）
紙袋を射出するマジソード。手に付けた場合はパペット人形のようなデザインになる。
ベタベタガムマジソード（Wad of Gum Magisword）
ベタベタのガムを発射するマジソード、目つぶしやトリモチとして利用できる。
ベタベタハンドマジソード（Gummy Sticky Hand Magisword）
おもちゃのSticky Handsと似た形状のマジソード。伸ばして付けたものを引き寄せることが出来るがゴミなども付いてしまうため一回しか使用できない。また、雪には付かない。
望遠鏡マジソード（Telescope Magisword）
遠くのものを見るマジソード。より遠くのものを見る際は刀身部は自在に伸ばすことが可能。伸ばす機能を利用して遠くに物を運ぶことも出来る。
ホットオイルマジソード（Hot Oil Magisword）
熱いオイルを流し込むマジソード。
ホッピングマジソード（Pogo Stick Magisword）
ホッピング型のマジソード。かなりの高さまで跳びあがることが出来る。
ホバーソード（Hoversword）
本体がホバーボードのようになっており、乗って飛行移動するマジソード。マジソードで唯一「～マジソード」という名称でない。
気温が高いとスピードが上がるが水上では使用できない。プロハイアス用とバンブル用でデザインが異なる。
マイクマジソード（Microphone Magisword）
マイクとして使用するマジソード。音量はかなり大きい。
マグネットマジソード（Magnet Magisword）
磁力を発生させるマジソード。鉄製のものを引き寄せたり所有者側から寄ることも出来る。
マスクマジソード（Mask Magisword）
使用した際の感情を模した四角い面を射出するマジソード。付けた相手をその感情にする。
初登場時は5回以内にハッピーにこやかマスクを作らないとマスクが取れなくなる呪いにかかっていた。
豆工房マジソード（Cuppa Joe Magisword）
コーヒーを作り出すマジソード。プロハイアスはこのマジソード購入後コーヒー党になったらしい。バンブルは紅茶派のためあまり好意的ではない模様。
ミイラマジソード（Mummy Magisword）
ミイラを包む布のようなものを出して相手を包み込んだり絡め取ったりすることができるマジソード。
メガドリルマジソード（Mega-Drill Magisword）
巨大なドリル型のマジソード。穴を空ける際に使用する。
モップマジソード（Mop Magisword）
モップとして使用するマジソード。モップにしみ込んだ水を辺りに撒くことも出来る。
ラッピングマジソード（Instant Wrap Magisword）
エネルギを当てた対象をラッピングするマジソード。
ルタバガマジソード（Rutabaga Magisword）
ルタバガを射出するマジソード。
レーザーポインタマジソード（Laser Pointer Magisword）
レーザーポインタとして使用するマジソード。動物に効果が高く、ガトー最大の弱点。
レタスマジソード（Lettuce Magisword）
レタスを射出するマジソード。ベーコンマジソードとトマトマジソードを使用した際に言及されたが在庫切れで所持はしていなかった。S2(日本未放送)では実際に登場している。
レンガマジソード（Brick Magisword）
レンガブロックを発生させるマジソード。衝撃から身を守るために使用する。
レントゲンマジソード（X-Ray Magisword）
レントゲンとして使用するマジソード。キング・レックストファーのかかりつけ医が持っていたらしいがなぜか彼の腹の中に入っていた。
ロブスターばさみマジソード（Lobster Claw Magisword）
ワッフルを射出するマジソード。パンケーキマジソードと同じく大きさ、形状はある程度任意にできる。
ワッフルマジソード（Waffle Magisword）
ワッフルを射出するマジソード。パンケーキマジソードと同じく大きさ、形状はある程度任意にできる。
ワンタッチ収納はしごマジソード（Retractable Ladder Magisword）
伸縮可能なはしご型マジソード。かなりの長さまで伸ばすことが出来る。
日本語名称不明のマジソード
・使用したが名称を呼ばれなかったマジソード。
All Ears Magisword
『３人は親友！』にて使用。巨大な耳の形をしたマジソードで耳を当てると遠くの音を聞くことが出来る。
Tape Measure Magisword
『ライボフレイベン・グラップス』にて使用。メジャーとして使用するマジソードで身長測定に使用していた。
・ラルフィオのソード店に展示されていたが使用されていないマジソード。
Double Face Magisword
笑い顔と怒り顔の2つの顔が付いた形のマジソード。
Drippy Candle Magisword
ロウソクの形をしたマジソード。
Hypno Magisword
渦巻きの模様が描かれたマジソード。
Oogly Googly Eye Magisword
目の飛び出したゾンビのような形のマジソード。
Rubber Spiky Magisword
トゲの付いたこん棒型のマジソード。
Runny Nose Magisword
鼻水を垂らした鼻の形をしたマジソード。
Tongue Magisword
舌の形をしたマジソード。
Tree Branch Magisword
木の枝の形をしたマジソード。

## スーパーチームワークコンボ
スーパーチームワークコンボ（Super Teamwork Combo)は複数のマジソードを同時に使用して行うそれぞれのマジソードの能力を併せ持った強力な攻撃の総称。
基本的に終盤で使用され解決の決め手となることが多い。
スーパーチームワークコンボを使用する際は基本的にナレーションが「～マジソード！」、「～マジソード！」というコンボに使用するマジソードの名称を言った後、
使用者が「スーパーチームワークコンボ！～（コンボ名）！」という掛け声とともに発動させる。
基本的に2人で使用するが、複数のマジソードを同時使用すれば発動可能なため使用者が2人である必要はない。

## スーパーチームワークコンボ一覧
アイスってナイス（Wouldn't It be Ice?）
ドルフィンマジソードとスノーボールマジソードのコンボ。氷の高台を生成する。
嵐のシーザーサラダ（Hailstorm Caesar Salad）
セロリマジソード、タマネギマジソード、チンゲン菜マジソード、ニンジンマジソード、ルタバガマジソードを使用したコンボ。巨大な野菜の雷を落とす。
野菜マジソードを盗られて怒ったホッパスが使用し、劇中ではスーパーホッパス逆上コンボ（Super Hoppus Rage Combo）と呼ばれていた。
意味不明（We Don't Know）
カエルミサイルマジソードとフラワーパワーマジソードのコンボ。小麦粉の煙とカエルを発生させる。でたらめに出したコンボのため特に効果はなかった。
贈り物リターン（Gift Return）
ブーメランマジソードとインスタントラップマジソードのコンボ。対象をラッピングしたあとブーメランで運んで回収する。
カエル結び（Frogtied）
カエルミサイルマジソードと網かごマジソードのコンボ。ロープの付いたカエルミサイルを発射し、ぶつけた相手を縛りつける。
巨大バターボール（Nuclear Butter Ball）
電子レンジマジソードと乳製品マジソードの2本のマジソードとネディで使用するハイパーチームワークコンボ（Hyper Teamwork Combo）。
発生させた巨大なバターボールをネディが打ち出し相手をバターまみれにした後、マジソードでネディをクマミサイルとして打ち出し相手を食べてしまう。
グルグルベタベタ（Stickerwicky）
網かごマジソードとベタベタガムマジソードのコンボ。相手をガム製のロープでグルグル巻きにする。
ゲリラ豪雨（Downpour of Doom）
雨雲マジソードとドルフィンマジソードのコンボ。大雨を降らせて戦士出張サービス本部内を雨水で一杯にした。
ケロケロ攻撃（Ribbit Scream）
カエルミサイルマジソードとシャボン玉炸裂マジソードのコンボ。巨大なカエル型の爆発を発生させるカエルミサイルを発射する。
氷の檻（Ice Jail）
スノーボールマジソードと鉛筆マジソードを選択した際に使用されるコンボ。氷の檻に相手を閉じ込める。
コンチネンタルブレックファースト（Continental Breakfast）
ワッフルマジソードとパンケーキマジソードのコンボ。ワッフルとパンケーキを使った朝食を作り出す。
スーパーシードホール（Super Seed Hole）
ゾンビパンプキンマジソードとでっかい穴開けマジソードのコンボ。それぞれのマジソードの能力が幽霊の力を無効化するようになる。
セロタマネギ（Celeronion）
セロリマジソードとタマネギマジソードのコンボ。セロリとタマネギが合体した巨大な野菜で相手を押しつぶす。
ホッパスは脱出する際に食べていたがかなりおいしそうにしていた。
大音量で大破壊（Decibel Decimation）
マイクマジソードと鳥の声マジソードのコンボ。相手を吹き飛ばすほどの音波を発生させる。
卵に首ったけ（Hooked on an Eeling）
フックマジソードと電気ウナギマジソードのコンボ。両者が合体した電気を帯びたフックマジソードを作り出し使用する。
爪跡を残せ（Lobster by the Pound）
ロブスターバサミマジソードと大地グラグラマジソードのコンボ。地割れから巨大なロブスターバサミを召喚する。
トゲプロペラ（Prickle Prop）
エクスカリバーガーマジソードとサボテンマジソードのコンボ。サボテンで出来たエクスカリバーガーを作り出し、広範囲に針を飛ばして攻撃する。
トマトスープの大洪水（Tomato Soup Tidal Wave）
トマトマジソードとドルフィンマジソードのコンボ。トマトスープの水流を発生させる。プロハイアスとバンブルが子供時代に使用したもの。
当時のドルフィンは水しぶきしか出せなかったが、コンボではブロッコリー牛たちの暴走を止めるほどの強力な水流になっていた。
トラブルガム（Atacul Gumball）
ベタベタガムマジソードと大岩マジソードのコンボ。粘度の高いガムで相手を固める。
長持ちシャボン玉（Forever Blowing Bubbles）
ベタベタガムマジソードとヘアドライヤーマジソードのコンボ。フーセンガムで相手を包み込み封じ込める。
雪崩攻撃（Gravalanche）
大地グラグラマジソードとスノーボールマジソードのコンボ。周囲を雪一面にするほどの大雪崩を発生させる。
ナンセンス（Hogwash）
ドルフィンマジソードとブヒブヒマジソードのコンボ。水流で巨大な豚を作り出し相手を押し流す。
腹いっぱい攻撃（Belly Burster）
チーズマジソードとエクスカリバーガーマジソードのコンボ。チーズで包まれた巨大なバーガーを相手に食べさせる。
ミイラ出てこい（I Want My Mummy）
ミイラマジソードとスイス・ネービー・マジソード（子猫ちゃんブレード）のコンボ。巨大な猫のミイラを召喚する。
ララバイバイ（Lulla Bye-Bye）
居眠りドラゴンマジソードとヘアドライヤーマジソードのコンボ。怒りで居眠りドラゴンマジソードが通用しなくなったホッパスに対して使用した。
強力な催眠エネルギーをビームのように放出する。
リアルクレーンゲーム（リアルクレーンゲーム）
フックマジソードとワンタッチ収納はしごマジソードのコンボ。巨大なクレーンを召喚し戦士出張サービス本部の屋根を取り外した。
笑い顔（Giggle Face）
口真似フランケンマジソードとマスクマジソードのコンボ。笑い顔の巨大なマスクを射出し、押しつぶした相手を強制的に笑わせる。